# Вена
Вена је један од три крвна суда, поред артерија и капилара. Главна јој је улога да преноси крв од свих делова тела до срца. Та крв је углавном богата угљен-диоксидом и отпадним материјама насталим метаболизмом, а мање кисеоником. Највеће две вене су доња и горња шупља вена.

## Еволуција и грађа
Вена је орган јединствен само за кичмењаке. То је орган плаво-зелене боје. Међутим, боја вена зависи и од боје крви, која је тамноцрвена, јер је већином редукована. Али, доказано је да плавкаста боја вена долази од поткожног масног ткива, које апсорбује само плаву светлост велике таласне дужине. Вене су грађене од залистака, чија је улога да усмере ток крви пут срца, а не дозволе супротан процес.
Вене су присутне у целом телу као цеви које враћају крв у срце. Вене се класификују на више начина, укључујући површинске насупрот дубоких, плућне насупрот системским и велике наспрам малих.
- Површинске вене су оне које су ближе површини тела и немају кореспондирајуће артерије.
- Дубоке вене су дубље у телу и имају одговарајуће артерије.
- Перфораторске вене одводе крв из површинских у дубоке вене.[3] То се обично односи на доње удове и стопала.
- Комуникационе вене су вене које директно повезују површинске вене са дубоким венама.
- Плућне вене су скуп вена које доводе кисеоничну крв из плућа у срце.
- Системске вене исушују ткива тела и допремају деоксигенисану крв у срце.

Вене су прозирне, те је боја вене која се појављује из екстеријера организма у великој мери одређена бојом венске крви, која је обично тамноцрвена због ниског садржаја кисеоника. Вене изгледају плаво због ниског нивоа кисеоника у вени. На боју вене могу утицати карактеристике човекове коже, колико се кисеоника носи у крви и колико су велики и дубоки судови.

### Венски систем
Највеће вене у људском телу су venae cavae. То су две велике вене које улазе у десну преткомору срца одозго и одоздо. Горња шупља вена преноси крв из руку и главе у десну преткомору срца, док доња шупља вена носи крв из ногу и стомака у срце. Доња шупља вена је ретроперитонеална и иде десно и отприлике паралелно са трбушном аортом дуж кичме. Велике вене напајају ове две, а мање вене њих. Заједно ово чини венски систем.
Иако главне вене имају релативно константан положај, положај вена може показивати доста варијација од особе до особе.

### Микроанатомија
Микроскопски, вене имају дебели спољни слој направљен од везивног ткива, који се назива tunica externa или tunica adventitia. Током поступака при којима је потребан венски приступ, попут венске пункције, примећује се суптилно искакање док игла продире у овај слој. Средњи слој, који је свежањ глатких мишића назива се tunica media, генерално је много тањи од артерија, јер вене не функционишу првенствено контрактилно и нису подложне високим притисцима систола, као што је то случај код артерија. Унутрашњост је обложена ендотелним ћелијама званим tunica intima. Прецизна локација вена варира од особе до особе много више него локације артерија.

## Подела
Постоји шест основних типова вена, а то су:
- Горња шупља вена (велика вена која преноси редуковану крв од главе, врата, и горњих екстремитета ка десној преткомори срца).
- Доња шупља вена (велика вена која преноси редуковану крв од карлице, абдомена и доњих удова ка десној преткомори срца).
- Плућне вене (вене које преносе крв од плућа до леве преткоморе срца. Има их укупно четири).
- Велике вене (вене које повезују мале вене са доњом и горњом шупљом веном).
- Мале вене (вене које повезују велике вене и венуле).
- Венуле (најмање вене. Повезане су са капиларима и преносе редуковану крв од њих до малих и великих вена).

## Болести
Најпознатија болест вена су проширене вене, а најчешће обољење настаје у ногама, приликом великог притиска на крвни суд. Јако су изражене и видљиве на кожи. Постоји још болести, попут сужених вена и проширења венских семенских врпца, које су сличне природе.

## Историја
Најранији познати списи о циркулаторном систему налазе се у Еберс папирусу (16. век пне), древном египатском медицинском папирусу који садржи преко 700 рецепата и лекова, како физичких тако и духовних. У том папирусу препозната је веза срца са артеријама. Египћани су мислили да ваздух улази кроз уста у плућа и срце. Из срца је ваздух путовао до сваког органа кроз артерије. Иако је овај концепт циркулационог система само делимично тачан, он представља један од најранијих сведочанстава научне мисли.
У 6. веку пре нове ере, знање о циркулацији виталних течности кроз тело било је познато ајурведском лекару Сушрути у древној Индији. Такође постоје индикације да он поседује знање о артеријама, које су Двиведи & Двиведи (2007) описали као „канале“. Залиске срца открио је лекар Хипократове школе око 4. века п. н. е. Међутим, њихова функција тада није била правилно схваћена. Будући да се крв излива у вене након смрти, артерије изгледају празним. Древни анатоми су претпостављали су да оне биле испуњене ваздухом и да су за транспорт ваздуха.
Грчки лекар Херофил је разликовао вене од артерија, али је сматрао да је пулс својство самих артерија. Грчки анатом Еразистрат је приметио да артерије које су пресечене током живота крваре. Он је ту чињеницу приписао феномену да се ваздух који излази из артерије замењује крвљу која улази у врло мале судове између вена и артерија. Стога је очигледно постулирао капиларе, али са обрнутим протоком крви.
Године 1025, Канон медицине персијског лекара Авицене „погрешно је прихватио грчку представу о постојању отвора у вентрикуларном септуму којом је крв путовала између комора“. Иако је такође усавршавао Галенову погрешну теорију пулса, Авицена је пружио прво тачно објашњење пулсирања: „Сваки откуцај пулса састоји се од два покрета и две паузе. Дакле, проширење: пауза: контракција: пауза. [...] Пулс је покрет у срцу и артеријама ... који има облик наизменичног ширења и стезања“.
Године 1242, арапски лекар Ибн ал-Нафис постао је прва особа која је тачно описала процес плућне циркулације, због чега је описан као арапски отац циркулације. Поред тога, Ибн ал-Нафис је имао увид у оно шта ће постати већа теорија капиларне циркулације. Он је изјавио да „између плућне артерије и вене морају постојати мале комуникације или поре (на арапском језику manafidh)“, што је предвиђање које је претходило открићу капиларног система за више од 400 година. Међутим, Ибн ал-Нафисова теорија била је ограничена на транзит крви у плућима и није се протезала на цело тело.
Мигуел Сервето је први Европљанин који је описао функцију плућне циркулације, иако његово достигнуће у то време није било широко признато из неколико разлога. Прво га је описао у „Париском рукопису“
 (око 1546), али ово дело никада није објављено. Касније је објавио овај опис, али у теолошкој расправи Christianismi Restitutio, а не у књизи о медицини. Преживела су само три примерка књиге, и они су деценијама остали скривени, а остали су изгорели убрзо након објављивања 1553. године због прогона Сервета од стране верских власти.
Боље познато откриће плућне циркулације је оно које је постулирао Везалијусов наследник у Падови, Реалдо Коломбо, 1559. године.
Коначно, Вилијам Харви, ученик Ђиролама Фабриција (који је раније описао залиске вена не препознајући њихову функцију), извео је низ експеримената и објавио дело Exercitatio Anatomica de Motu Cordis et Sanguinis in Animalibus 1628, у коме је „показао да мора је постојати директна веза између венског и артеријског система у целом телу, а не само плућима. Најважније је да је он тврдио да откуцаји срца производе непрекидну циркулацију крви кроз сићушне везе на екстремитетима тела. Ово је концептуални скок који се прилично разликовао од Ибн ал-Нафисове рафинације анатомије и крвотока у срцу и плућима.“ Ово дело је својим суштински исправним излагањем полако убедило медицински свет. Међутим, Харви није успео да идентификује капиларни систем који повезује артерије и вене; њих је касније открио Марчело Малпиги 1661. године.
Године 1956, Андре Фредерик Курнанд, Вернер Форсман и Дикинсон В. Ричардс добили су Нобелову награду за медицину У свом нобеловском предавању, Форсман навиду Харвија као зачетника кардиологије са објављивањем његове књиге 1628. године.
Седамдесетих година 20. века, Дијана Макшери је развила рачунарски заснован систем за стварање слика циркулационог система и срца без потребе за операцијом.